# 烏代河

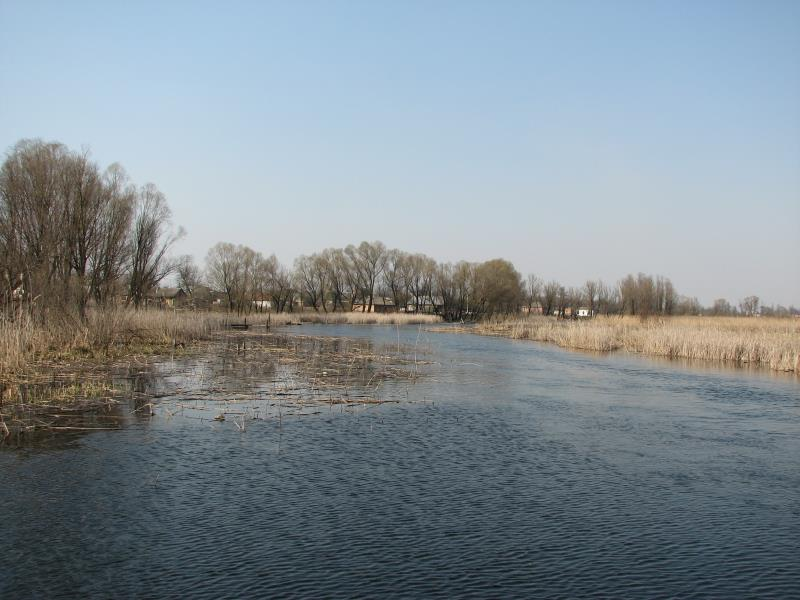

烏代河是烏克蘭的河流，屬於蘇拉河的右支流，河道全長342公里，集水區面積7,030平方公里，流經第聶伯低地，河畔城鎮有皮里亞廷，每年十二月至翌年三月結冰。